# Poseidonia (Syros)
Poseidonia (řecky Ποσειδωνία, „Horní Syros“) je obecní jednotka, komunita a město ležící na řeckém ostrově Syros ve střední části Egejského moře. Je součástí obce Syros-Ermupoli v regionální jednotce Syros a kraji Jižní Egeis. Do roku 2011 bylo samostatnou obcí. Nachází se v jižní části ostrova. Na severozápadě sousedí s obecní jednotkou Ano Syros a na severovýchodě s obecní jednotkou Ermupoli. Je jednou ze tří obecních jednotek na ostrově.

## Obyvatelstvo
V obecní jednotce žilo v roce 2011 3893 obyvatel, z čehož připadalo 928 na stejnojmennou komunitu a 760 na obec. Obecní jednotka Poseidonia od roku 2011 zahrnuje 3 komunity. V závorkách je uveden počet obyvatel komunit a sídel.
- Obecní jednotka Poseidonia (3893)
  - komunita Finikas (938) — Finikas (716), Vissa (222),
  - komunita Poseidonia (928) — Adiata (93), Megas Gialos (75), Poseidonia (760) a ostrůvky Schinosisi (0) a Stroggilo (0),
  - komunita Vari (2027) — Azolimnos (123), Megas Gialos (320), Vari (1584) a ostrůvky Aspro (0), Nata (0).